# Bistrița Aurie (sit SCI)
Bistrița Aurie este o arie protejată (arie specială de conservare — SAC, sit de importanță comunitară — SCI) din România, desemnată în scopul protejării biodiversității și menținerii într-o stare de conservare favorabilă a florei spontane și faunei sălbatice, precum și a habitatelor naturale de interes comunitar aflate în arealul zonei de protecție. Aceasta este situată în nordul țării, pe teritoriul județului Suceava.

## Localizare
Aria naturală se află în partea central-vestică a județului Suceava, pe teritoriile administrative ale comunelor Cârlibaba, Ciocănești și Iacobeni și este străbătută de două drumuri naționale: DN18 (Baia Mare - Sighetu Marmației) și DN17, care leagă orașul Câmpulung Moldovenesc de Vatra Dornei.  

## Înființare
Zona a fost declarată sit de importanță comunitară prin Ordinul Ministerului Mediului și Dezvoltării Durabile Nr.1964 din 13 decembrie 2007 (privind instituirea regimului de arie naturală protejată a siturilor de importanță comunitară, ca parte integrantă a rețelei ecologice europene Natura 2000 în România) și se întinde pe o suprafață de 346,9 hectare. Acesta a fost protejat și ca arie specială de conservare (ROSAC0010) în mai 2022.

## Biodiversitate

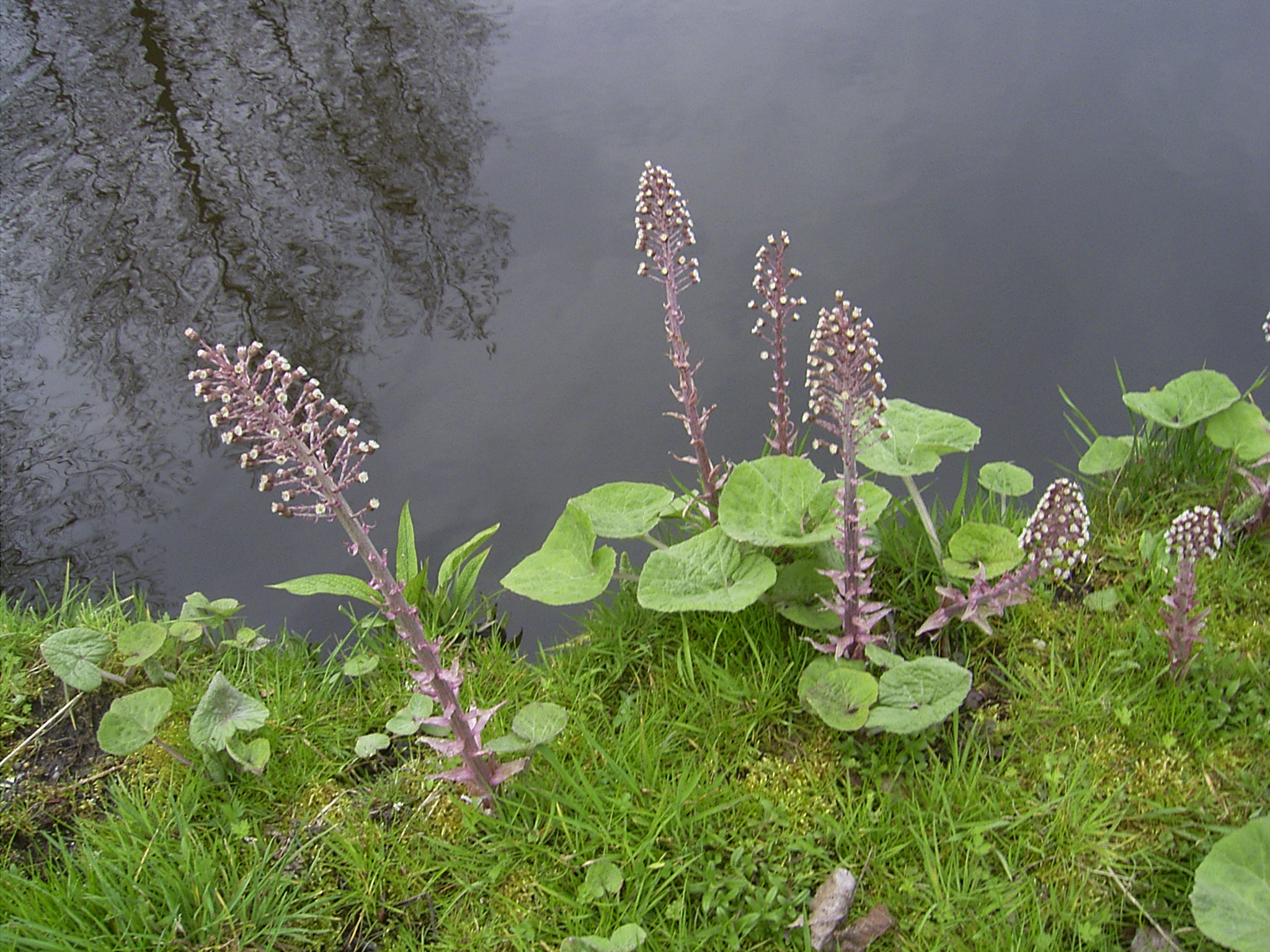
Captalan (Petasites hybridus)

Situl reprezintă o zonă naturală în lunca râului Bistrița (păduri aluviale, păduri de amestec, pajiști, pășuni, terenuri cultivate) încadrată în bioregiunea alpină a Carpaților Orientali (în estul grupei nordice a acestora); ce conservă habitate  natural de tip: Păduri aluviale cu Alnus glutinosa și Fraxinus excelsior (Alno-Padion, Alnion incanae, Salicion albae) și Vegetație lemnoasă cu Salix eleagnos de-a lungul râurilor montane și protejază specii importante din fauna, ihtiofauna și flora Bucovinei. 
La baza desemnării sitului se mai multe specii faunistice enumerate în anexa I-a a Directivei Consiliului European 92/43/CE din 22 mai 1992 (privind conservarea habitatelor naturale și a speciilor de faună și floră sălbatică); printre care un mamifer: vidra de râu (Lutra lutra); ivorașul-cu-burta-galbenă (Bombina variegata), un amfibian care viețuiește alături de broasca roșie de munte (Rana temporaria); precum și trei specii de pești: mreană vânătă (Barbus meridionalis), zglăvoacă (Cotus gobio) și lostriță (Hucho hucho).
Arborii sunt prezenți cu specii dominante de arin negru (Alnus glutinosa) și frasin (Fraxinus excelsior și Fraxinus angustifolia); alături de plop alb (Populus alba), răchită (Salix triandra), răchită roșie (Salix purpurea) și răchită albă (Salix elaeagnos).
La nivelul ierburilor vegetează mai multe rarități floristice cu specii de: asmățui sălbatic (Chaerophyllum hirsutum), stupitu cucului (Cardamine pratensis), nilocea (Cirsium oleraceum), angelica-de-pădure (Angelica sylvestris), golomăț (Dactylis glomerata), crețușcă (Filipendula ulmaria), rotungioară (Glechoma hederacea), gălbioară (Lysimachia nummularia), plescaiță (Myosoton aquaticum), captalan (Petasites hybridus) sau crușin (Frangula alnus). În arealul sitului este semnalată și prezența unei specii rare de mușchi (Buxbaumia viridis).

## Căi de acces
- Drumul național DN18 pe ruta: Sighetu Marmației -  Vișeu de Sus - Borșa - Cârlibaba - Botoș.
- Drumul național DN17C pe ruta: Câmpulung Moldovenesc - Valea Putnei - Mestecăniș - Iacobeni.

## Monumente și atracții turistice
În vecinătatea sitului se află câteva obiective de interes istoric, cultural și turistic (lăcașuri de cult, monumente de arhitectură, arii naturale protejate); astfel:

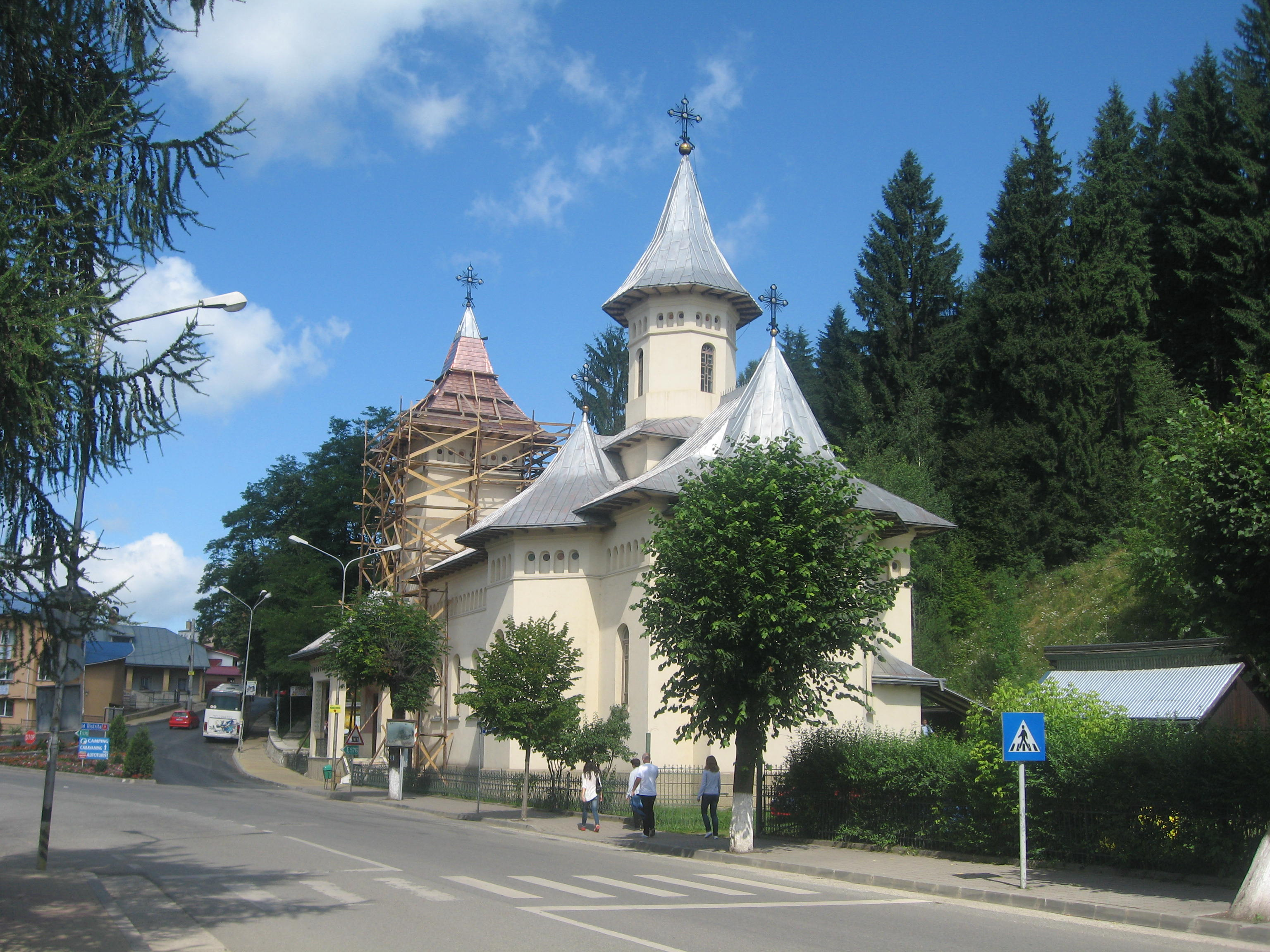
Biserica Nașterea Maicii Domnului din Vatra Dornei

- Biserica Nașterea Maicii Domnului din Vatra Dornei, construcție 1902.
- Biserica romano-catolică Schimbarea la Față a lui Isus, construcție 1905.
- Cazinoul Băilor din Vatra Dornei, construcție 1898, monument istoric.
- Gara Vatra Dornei, construcție 1902, monument istoric.
- Clădirea Izvorului „Sentinela” din Vatra Dornei, construcție 1896, monument istoric.
- Complexul gospodăresc Ioan Nichituș din satul Iacobeni, construcție secolul al XIX-lea, monument istoric.
- Arii protejate: Codrul secular Giumalău, Cheile Zugrenilor, Jnepenișul cu Pinus cembra - Călimani, Piatra Țibăului, Rezervația Bila-Lala, Obcina Feredeului (sit SPA).